# Neomyzus dendrobii
Neomyzus dendrobii är en insektsart. Neomyzus dendrobii ingår i släktet Neomyzus och familjen långrörsbladlöss. Inga underarter finns listade i Catalogue of Life.